# Накаш Хасан-паша

## Живот
Од 1581. године је минијатуриста. Био је један од оних који су радили заједно са Накаш Османом, једним од муралиста из периода Мурата III. Касније је прешао у Ендерун.
Напустио је Ендерун 1603. године. Потом је 1604. године постављен је за поглавицу јањичара . Док је био на овом положају, придружио се мађарској експедицији. Када се 17. децембра 1604. вратио у Истанбул, постављен је за управника Румелије и добио је титулу везира. Одмах након тога се у фебруару 1605. године оженио кћерком Мурата III, Хумашах-султанијом. Након што је 1606. служио као окружни гувернер Великог везира, 1607. је постављен за команданта војске да би сузбио побуну коју је покренуо Календероглу. 
Међутим, није могао да угуши побуну, па је након пораза османске војске од Календероглуа поднео оставку на дужност гувернера и повукао се, али је постављен за везира куполе (четврти везир). Између 1617. и 1618. године био је управник Будина.
Током владавине султана Османа, био је трећи везир. Преминуо је у јулу 1622. године. Након његове смрти, његова супруга, султанија Хумашах, наредила је да се изгради џамија у Ејупу у сећање на њега.
Из брака са Хумашах-султанијом, имао је ћерку Гевхерхан.